# Arasz Borhani
Arasz Borhani (per. آرش برهانی, ur. 14 września 1983 w Kermanie) – piłkarz irański grający na pozycji bocznego pomocnika.

## Kariera klubowa
Borhani wychował się w klubie Szahrdari Kerman z jego rodzinnej miejscowości. W 2002 roku przeszedł do stołecznego PAS Teheran i w jego barwach zadebiutował w irańskiej pierwszej lidze. Rok później po raz pierwszy w karierze wywalczył mistrzostwo Iranu, a w 2006 roku został wicemistrzem kraju. Latem wyjechał do Zjednoczonych Emiratów Arabskich i został piłkarzem Al-Nasr Dubaj. Wypożyczenie trwało tylko pół roku i już zimą 2007 powrócił do PAS. Po rozwiązaniu tego klubu latem został piłkarzem innego teherańskiego klubu Esteghlal Teheran. Karierę kończył w 2017 roku w Paykan FC.
| Sezon   | Klub              | Kraj                         | Rozgrywki           | Mecze | Bramki |
| ------- | ----------------- | ---------------------------- | ------------------- | ----- | ------ |
| 2002/03 | PAS Teheran       | Iran                         | Iran Pro League     | 18    | 0      |
| 2003/04 | PAS Teheran       | Iran                         | Iran Pro League     | 24    | 12     |
| 2004/05 | PAS Teheran       | Iran                         | Iran Pro League     | 25    | 10     |
| 2005/06 | PAS Teheran       | Iran                         | Iran Pro League     | 27    | 8      |
| 2006/07 | PAS Teheran       | Iran                         | Iran Pro League     | 11    | 2      |
| 2006/07 | Al-Nasr Dubaj     | Zjednoczone Emiraty Arabskie | UAE Football League | 7     | 1      |
| 2007/08 | Esteghlal Teheran | Iran                         | Iran Pro League     | 31    | 8      |
| 2008/09 | Esteghlal Teheran | Iran                         | Iran Pro League     | 30    | 20     |
| 2009/10 | Esteghlal Teheran | Iran                         | Iran Pro League     | 29    | 11     |
| 2010/11 | Esteghlal Teheran | Iran                         | Iran Pro League     | 23    | 13     |
| 2011/12 | Esteghlal Teheran | Iran                         | Iran Pro League     | 30    | 8      |
| 2012/13 | Esteghlal Teheran | Iran                         | Iran Pro League     | 27    | 10     |
| 2013/14 | Esteghlal Teheran | Iran                         | Iran Pro League     | 21    | 5      |
| 2014/15 | Esteghlal Teheran | Iran                         | Iran Pro League     | 24    | 2      |
| 2015/16 | Esteghlal Teheran | Iran                         | Iran Pro League     | 14    | 2      |
| 2016/17 | Pajkan Teheran    | Iran                         | Iran Pro League     | 5     | 0      |

## Kariera reprezentacyjna
W reprezentacji Iranu Borhani zadebiutował 13 sierpnia 2003 w wygranym 1:0 meczu z Irakiem. W 2004 roku zagrał w Pucharze Azji 2004 i przywiózł stamtąd brązowy medal.
W 2006 roku Branko Ivanković powołał go do kadry na Mistrzostwa Świata w Niemczech, na których wystąpił we dwóch meczach grupowych: przegranym 1:3 z Meksykiem oraz zremisowanym 1:1 z Angolą.